# Fattigdommens forbandelse
Fattigdommens forbandelse, även kallad Fattigdommens forbannelse, är en norsk svartvit stumfilm från 1911. Filmen regisserades av Halfdan Nobel Roede efter ett manus av Victor Mogens. Den producerades av bolaget Internationalt Films-Kompani AS och hade premiär den 7 oktober 1911 i Oslo.

## Medverkande
- Signe Danning
- Hans Hedemark
- Pehr Qværnstrøm
- Robert Sperati
- Emmy Worm-Müller